# Onthophagus punctatus
Onthophagus punctatus es una especie de insecto del género Onthophagus, familia Scarabaeidae, orden Coleoptera.

Fue descrita científicamente por Illiger en 1803.